# 메디 사둔
메디 사둔(Medi Sadoun, 1973년 7월 8일 ~ )은 프랑스의 배우이다.